# Не с этой Земли
«Не с этой Земли» (англ. Not of this Earth) — американский фантастический триллер режиссёра Роджера Кормана. Бюджет фильма составил 100 000 долларов. Премьера состоялась 10 февраля 1957 года.
В 1988 вышел одноимённый ремейк фильма, продюсером стал режиссёр оригинального фильма Роджер Корман.

## Сюжет
Планета Дована пережила ядерную войну, и её население медленно вымирает. Спасти жителей планеты от гибели может только человеческая кровь. Инопланетяне отправляют одного из своих на Землю. Целью пришельца являются проверка пригодности человеческой крови, отправка на родную планету для исследований сначала образцов крови, а затем и человека. В случае успеха миссии инопланетяне планируют колонизацию.

## Актёры
| Актёр           | Роль           |
| --------------- | -------------- |
| Пол Бирч        | Пол Джонсон    |
| Беверли Гарленд | Надин Сторэй   |
| Морган Джонс    | Гарри Шерборн  |
| Уильям Рорик    | Доктор Рошель  |
| Джонатан Хэйз   | Джереми Перрен |
| Дик Миллер      | Джо Пипер      |
| Пэт Флинн       | Симмонс        |
| Барбара Борер   | Официантка     |
| Рой Энжел       | Сержант Уолтон |
| Тамар Купер     | Джоанна        |
| Гарольд Фонг    | Образец        |
| Гейл Генли      | Девочка        |
| Ральф Рид       | Мальчик        |